# Sinnfonie
Sinnfonie ist, nach Kunststück und Hexenkessel, das dritte Live-Album der deutschen Mittelalter-Rock-Band Schandmaul. Das Album erschien am 24. April 2009 als Doppel-CD, Doppel-DVD Limited Edition (enthält die Doppel-CD und die Doppel-DVD) und als limitiertes Fanpack (enthält drei CDs und vier DVDs). Das Album ist in den deutschen Longplaycharts vertreten. Die DVD enthält das komplette Konzert vom 14. November 2008, das im Münchner Zenith zum zehnjährigen Bandbestehen vor 7.000 Zuschauern stattfand. Auf CD ist das Konzert nur im limitierten Fanpack komplett veröffentlicht. Die Konzert-Tour begann am 22. April 2009 in Bern und endete am 9. Mai 2009 in Regensburg.

## Trackliste

### Standard-Doppel-CD

#### CD 1
1. Vor der Schlacht
2. Kein Weg zu weit
3. Wolfsmensch
4. Der Hofnarr
5. Missgeschick
6. Leb!
7. Lichtblick
8. Das Tröte-Mitgift-Medley
9. Anderswelt
10. Königin
11. Die goldene Kette
12. Das Geisterschiff
13. Kalte Spuren

#### CD 2
1. Trinklied
2. Der Kurier
3. Drei Lieder
4. Das Teufelsweib
5. Das Tuch
6. Herren der Winde
7. Frei
8. Die Walpurgisnacht
9. Sturmnacht
10. Das Seemannsgrab
11. Prinzessin
12. Feuertanz
13. Der letzte Tanz
14. Willst du
15. Denk an mich
16. Dein Anblick

### Fanpack-CD

#### CD 1
1. Intro
2. Vor der Schlacht
3. Kein Weg zu Weit
4. Wolfsmensch
5. Der Hofnarr
6. Missgeschick
7. Leb!
8. Lichtblick
9. Das Tröte-Mitgift-Medley
10. Anderswelt
11. Königin
12. Die goldene Kette
13. Das Drachen-Medley
14. Das Mädchen und der Tod

#### CD 2
1. Das Geisterschiff
2. Kalte Spuren
3. Vogelfrei
4. Trinklied
5. Der Kurier
6. Drei Lieder
7. Die Braut
8. Das Teufelsweib
9. Sonnenstrahl
10. Wo ist die Eins?
11. Das Tuch
12. Gebt Acht!
13. Herren der Winde

#### CD 3
1. Frei
2. Die Walpurgisnacht
3. Sturmnacht
4. Das Seemannsgrab
5. Prinzessin
6. Feuertanz
7. Der letzte Tanz
8. Willst Du
9. Denk an Mich
10. Dein Anblick

### DVD

#### DVD 1
1. Intro
2. Vor der Schlacht
3. Kein Weg zu weit
4. Wolfsmensch
5. Der Hofnarr
6. Missgeschick
7. Leb!
8. Lichtblick
9. Das Tröte-Mitgift-Medley
10. Anderswelt
11. Königin
12. Die goldene Kette
13. Das Drachen-Medley
14. Das Mädchen und der Tod
15. Das Geisterschiff
16. Kalte Spuren
17. Vogelfrei
18. Trinklied
19. Der Kurier
20. Drei Lieder
21. Die Braut
22. Das Teufelsweib
23. Sonnenstrahl
24. Wo ist die Eins?
25. Das Tuch

#### DVD 2
1. Gebt Acht!
2. Herren der Winde
3. Frei
4. Die Walpurgisnacht
5. Sturmnacht
6. Das Seemannsgrab
7. Prinzessin
8. Feuertanz
9. Der letzte Tanz
10. Willst du
11. Denk an mich
12. Dein Anblick

## DieJubiläumstour
Die Tournee startete im April 2009 in Bern und endete im Mai desselben Jahres. Weitere Spielorte waren Zürich, Linz, Graz, Dresden, Erfurt, Wilhelmshaven, Köln, Hamburg, Bielefeld, Stuttgart und Kaiserslautern.

## Gastmusiker
Bei der CD-Produktion wirkten Musiker der Bands Subway to Sally (Frau Schmitt/Viola) und Letzte Instanz (Muttis Stolz/Violine und Benni Cellini/Cello) mit. Zudem sangen Benni Pfeiffer, Marie Brandis und Caroline von Brünken als Hintergrundchor diverser Songs.

## Kritik
Auf Monsters and Critics wurde das Album als sehr ansehnlich beschrieben. Auch wenn die Ton- und Bildträger ausschließlich altes Material verwenden, sei die DVD unverzichtbar für jeden Fan der Band. Außerdem sei das Album, laut Monsters and Critics, nicht nur für langjährige Schandmaul-Fans, sondern auch für Neulinge geeignet.
laut.de hingegen beschrieb das Album als langweilig, da die Band nach Meinung des Kritikers nur die Wäsche aufzufrischen versucht. Zu der DVD schrieb der Kritiker, dass Anna-Katharina Kränzlein und Birgit Muggenthaler zwar gut herumdudeln aber das dumme Deja-vu erhalten bleibt.